# Marienretabel (Rimou)

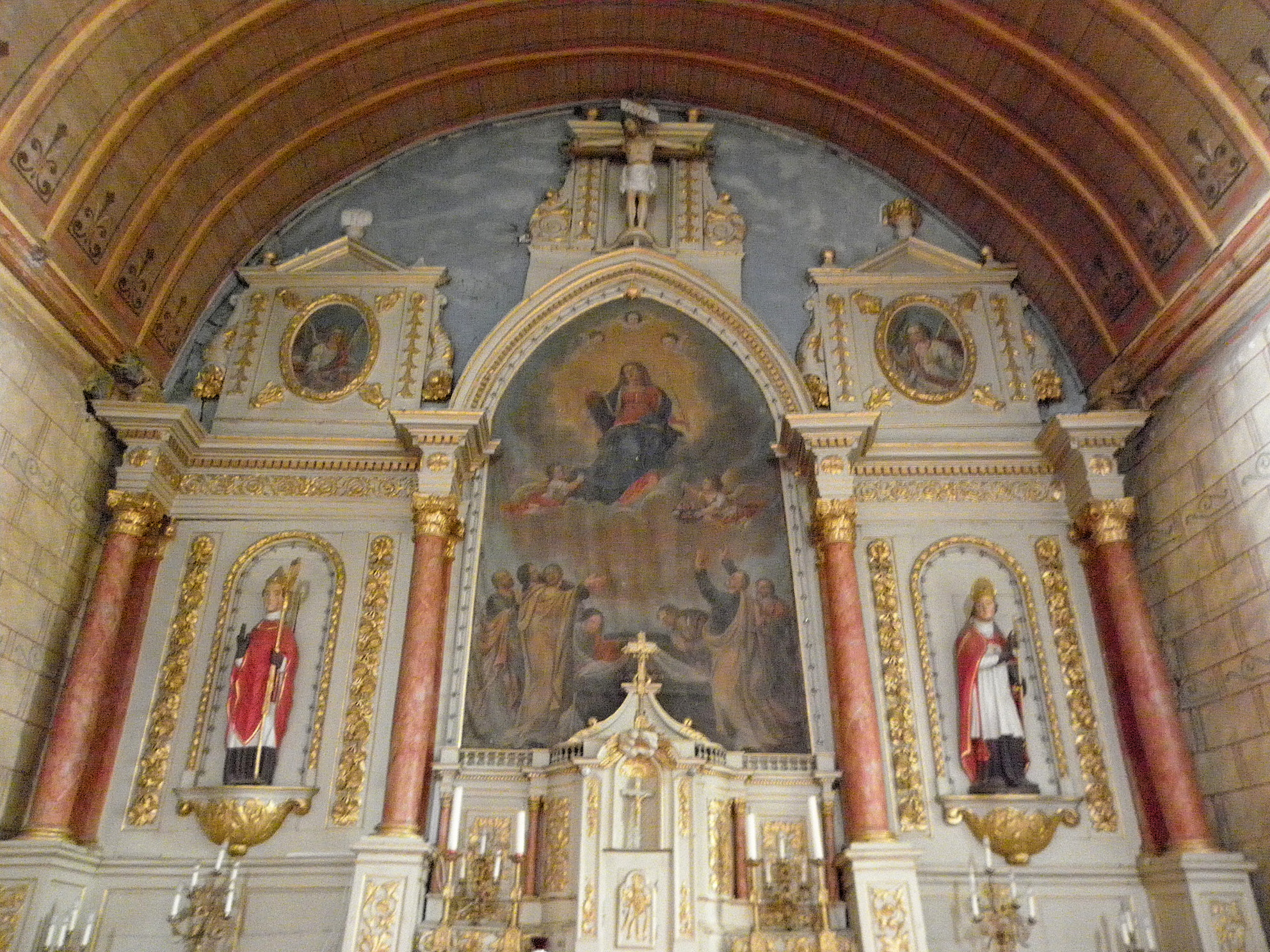
Marienretabel in Rimou

Das Marienretabel in der katholischen Kirche Notre-Dame in Rimou, einer französischen Gemeinde im Département Ille-et-Vilaine in der Region Bretagne, wurde im 18./19. Jahrhundert geschaffen. Das Retabel des Hauptaltars wurde 1977 als Monument historique in die Liste der Baudenkmäler in Frankreich aufgenommen.
Das Retabel aus Holz stand ursprünglich in der Kirche St-Pierre-St-Paul in Bazouges-la-Pérouse. Es ist dreigeteilt: An den Seiten, die von Säulen gerahmt werden, stehen polychrom gefasste Skulpturen von Bischöfen aus dem 18. Jahrhundert. In der Mitte dominiert ein Ölgemälde mit der Auferstehung Mariens, im Auszug ist ein Kreuz mit Christus angebracht.

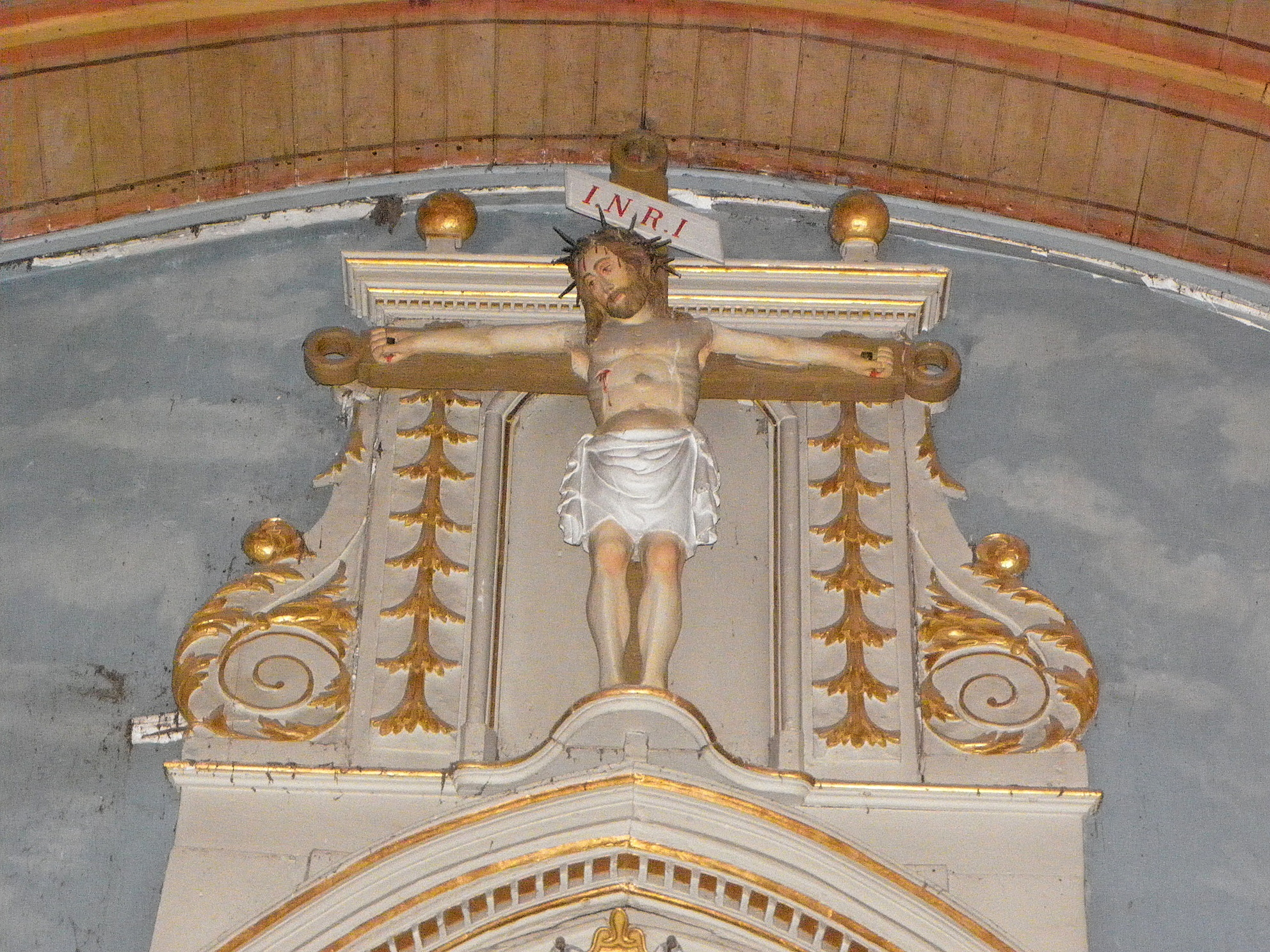
Christus am Kreuz
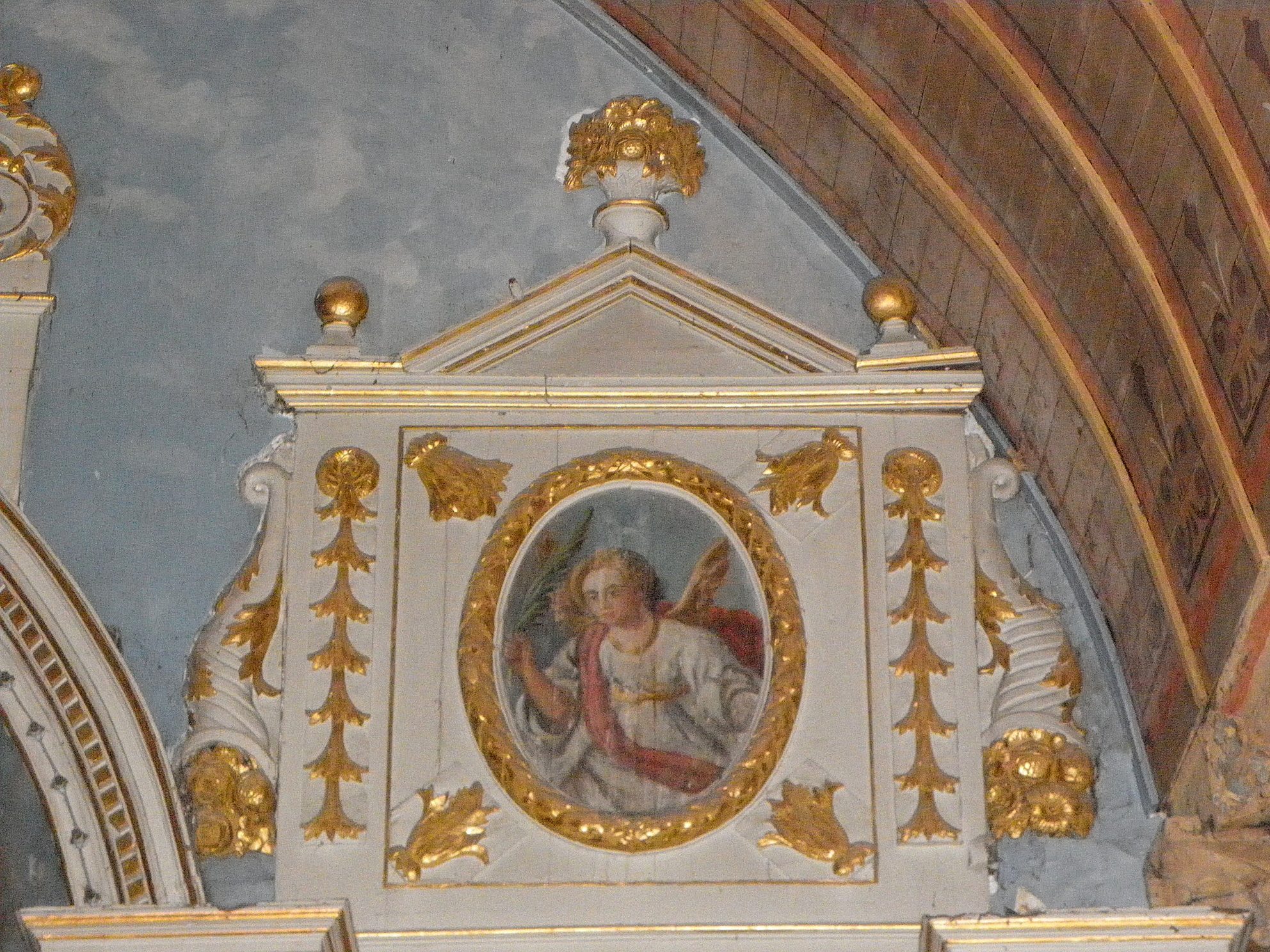
Auszug mit Engel
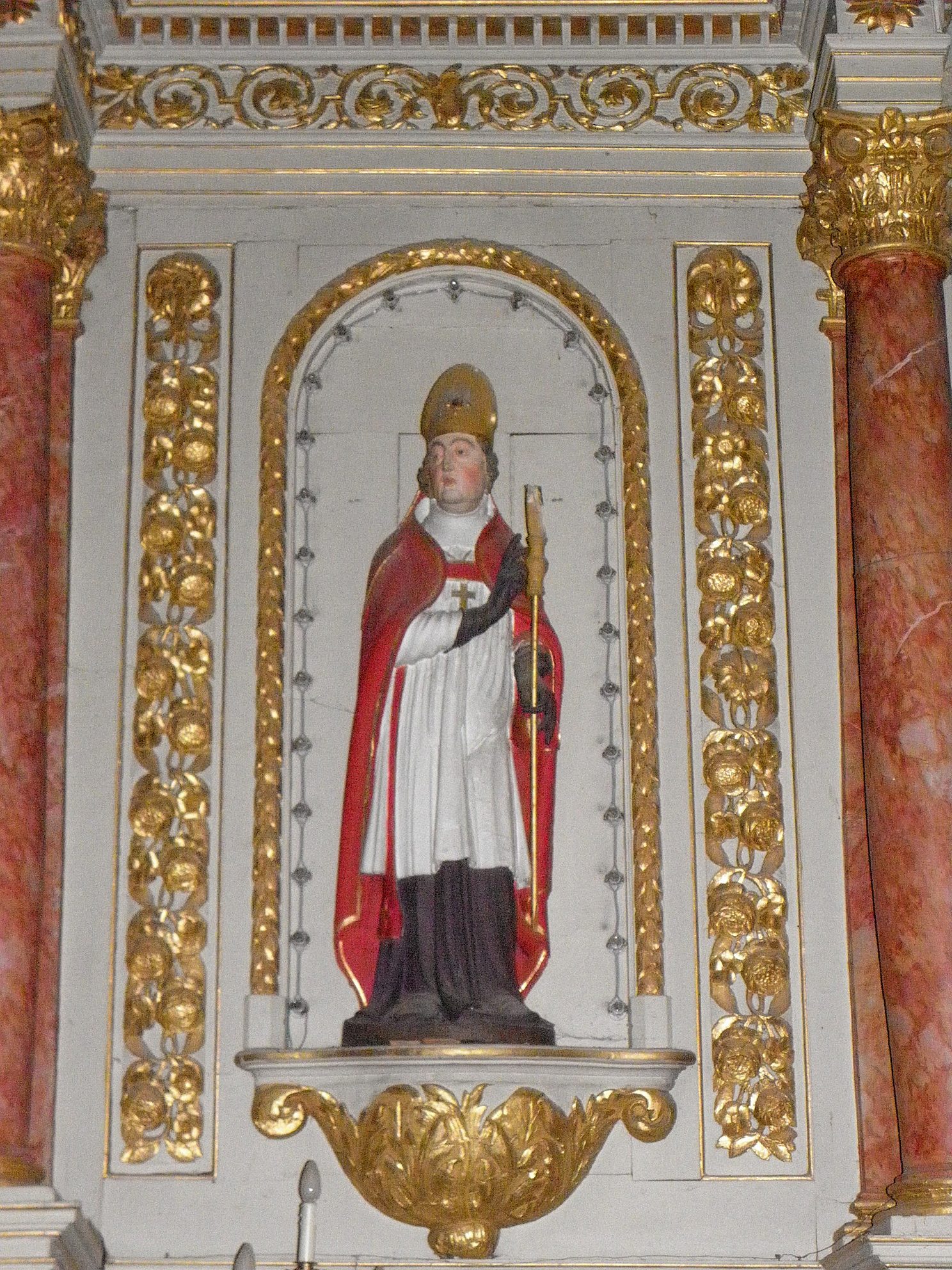
Bischof
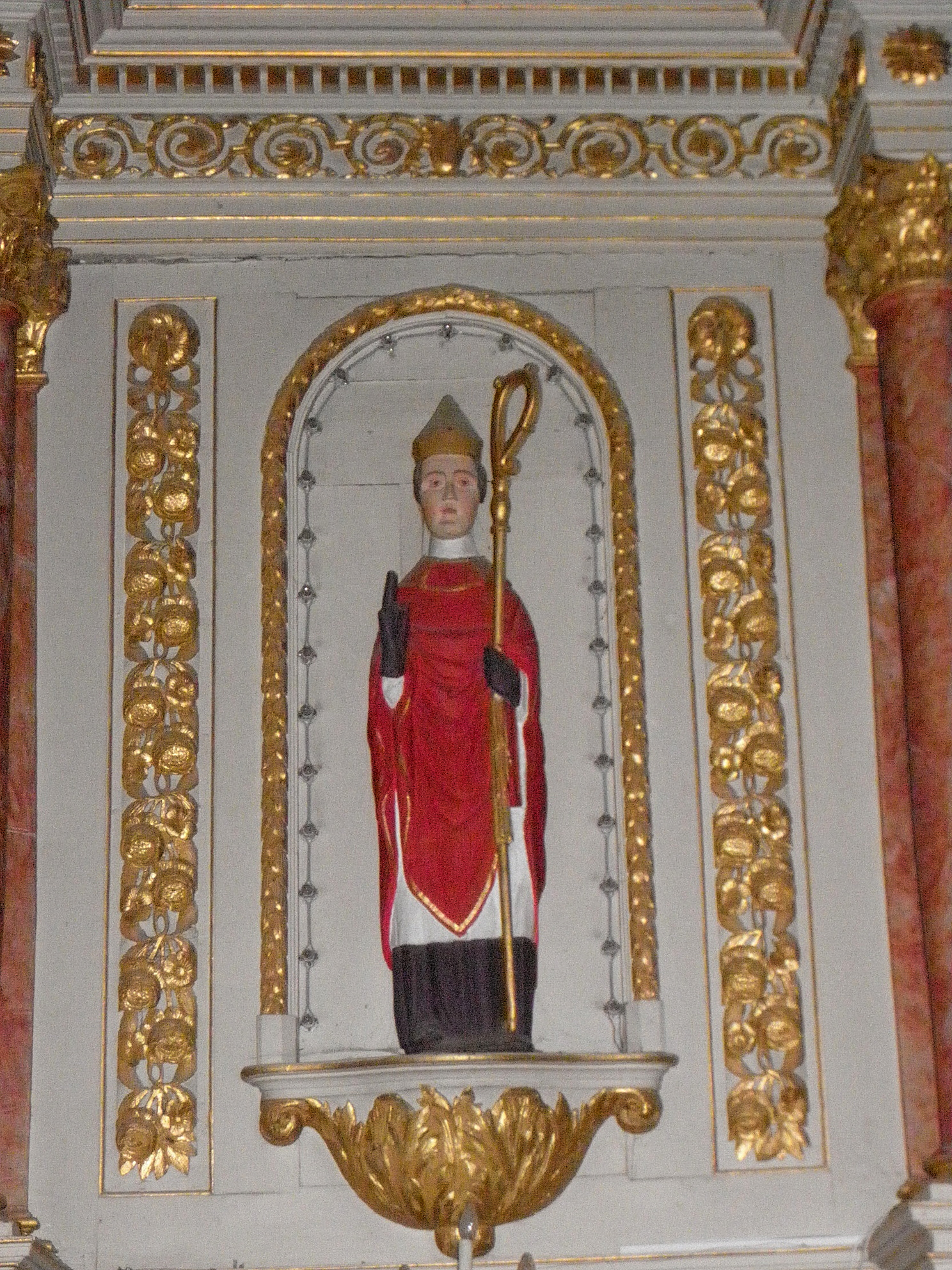
Bischof